# Co-operative Championship
La Co-operative Championship è la competizione europea di rugby a 13 per club di secondo livello dopo la Super League. Vi partecipano club delle isole britanniche e francesi: costituita da 2 divisioni a girone unico con un sistema di promozione e relegazione.